# Heterolepidoderma pineisquamatum
Heterolepidoderma pineisquamatum är en djurart som tillhör fylumet bukhårsdjur, och som beskrevs av Francesco Balsamo 1980. Heterolepidoderma pineisquamatum ingår i släktet Heterolepidoderma och familjen Chaetonotidae. Inga underarter finns listade i Catalogue of Life.